# Masjid Jamek
Masjid Jamek en français : « Mosquée Jamek », situé à Kuala Lumpur, est la plus ancienne mosquée de la capitale de la Malaisie. 
Située au point de confluence du fleuve Kelang, et l'un de ses affluents, le Gombak, elle fut construite à l'initiative du sultan de Selangor en 1909, sur les plans de l'architecte britannique Arthur Benison Hubback (en) et fut inaugurée après deux ans de travaux. 